# Motograter
Motograter ist eine US-amerikanische Nu-Metal-Band aus Santa Barbara, Kalifornien, die im Jahr 1995 gegründet wurde. Bekanntheit erreichten sie durch ihr selbstgebautes Instrument, den Motograter. Dieser besteht aus Industriekabeln und Gitarrenteilen, wodurch man insgesamt ein Instrument erschuf, das einen sehr tiefen Bass-Sound hat. Die Band ist auch dafür bekannt, dass sie auf ihren Konzerten mit komplett bemaltem Körper auftreten. Der ehemalige Sänger Ivan Moody war zudem bei Ghost Machine aktiv und ist momentan bei Five Finger Death Punch als Leadsänger tätig.

## Geschichte

### Gründung,Hugh ChardonundIndy(1995–2001)
Motograter wurde in San Antonio, Texas im Jahre 1995 von Bruce „Grater“ Butler („Motograter“), Joey „Smur“ Krzywonski (Percussion), Chris „Crispy“ Binns (Schlagzeug) und Zak „The Waz“ Ward (Gesang) gegründet. Während der Aufnahmen für das erste Album (Indy) im Jahre 2000 wurde Eric Gonzales (Elektronik/Samples) der Band hinzugefügt. 2001 kam Gitarrist Neil Godfrey hinzu.

### Motograter(2002–2005)
Im Jahre 2002 verließen Godfrey, Gonzales, und Zak die Band. Matt „Nuke“ Nunes stieg als neuer Gitarrist ein, Ivan „Ghost“ Moody als Sänger. 2003 wurde das Album Motograter dann bei einem Major-Label veröffentlicht. Es war das erste Album, das richtige Gitarren Samples enthielt. Bevor das Album überhaupt veröffentlicht wurde, benannte man einen zweiten Gitarristen, JR. Zak kehrte wieder zur Band zurück und war für die Electronik bzw. die Samples verantwortlich, sowie für die Back-Up Vocals. Dadurch war die Band nun siebenköpfig.
Im Sommer verließ Nuke jedoch die Band und man verblieb zunächst zu sechst. Später wurde Nuke jedoch von Ty Fury ersetzt. Im Sommer 2004 wurde Ty Fury wiederum durch Aaron („A-Bomb“) ersetzt und man ließ zudem verlauten, dass man an einem neuen Album arbeite. Kurze Zeit später verließ Zak die Band wieder. Man entschied sich, ihn nicht zu ersetzen. Im Herbst 2004 war die Band ohne Bruce und Smur auf Tour, wodurch Schlagzeuger Crispy als einziges Gründungsmitglied verblieb. Anstatt den „Motograter“ zu benutzen, wurden sie vom Bassisten Johnny Nailz unterstützt. Diese Besetzung sollte eigentlich nur für die Tour so bestehen, jedoch war noch nicht klar, ob Smur und Bruce zurückkehren würden.

### Pause und Auflösung (2005–2006)
2005 ließ Motograter verlauten, dass man eine Pause brauche, damit sich einige Mitglieder auf ihre Nebenprojekte konzentrieren könnten. Die Band fand 2006 wieder zusammen und spielte eine einzige Show auf dem Delicious Rox Festival, auf dem Ivan den Fans und Bandmitgliedern klarmachte, dass er bei Motograter aussteigen werde. Crispy und Ivan sowie JR, Bruce und Nuke stiegen aus der Band aus. Nach diesem Auftritt war es nicht klar, wie es mit der Band weiter gehen sollte.

### Wiedervereinigung,Pre-Releaseund zweites Album (seit 2008)
2009 wurde verkündet, dass die Band wieder zurück sei, mit Mitgliedern aus Santa Barbara, Kalifornien. Man hatte nun auch einen Bassisten, der zusammen mit dem „Motograter“ spielte. Angel war nun der Sänger, Nuke und Tyler Hole die Gitarristen, Mylon Guy der Bassist, Twitch der Schlagzeuger und Bruce spielte den „Motograter“. In dieser Besetzung spielten sie eine Show in Las Vegas unter dem Namen „Out Of Curiosity“, um das neue Material live an einem nichtsahnenden Publikum zu testen, bevor man sich entschied, wieder den Namen Motograter anzunehmen. Bei dieser Show kam der „Motograter“ nicht zum Einsatz.
Bevor man ein weiteres Konzert spielte, wurde Bruce durch Mark Nosler ersetzt, wodurch nun kein Gründungsmitglied mehr vorhanden war. Der Klang der Band war nun zudem extremer im Vergleich zu früheren Aufnahmen. Die aktuellen Demos der Band enthalten elektronische Klänge, jedoch keine Percussion, wie es früher der Fall war. Der Gebrauch eines traditionellen Basses verleiht den Liedern auch einen anderen, noch tieferen Klang.

## Diskografie

### Alben
- Motograter (2003)
- Desolation (2017)

### EPs
- Hugh Chardon (1998)
- Indy (2000)
- Pre-Release (2009)

### Singles
- „Suffocate“ (2003, Album: Motograter, US Mainstream Rock-Charts: Platz 23)
- „Down“ (2003, Album: Motograter, US Mainstream Rock-Charts: Platz 29)
- „No Name“ (2004, Album: Motograter)[1]